# Balthasar Joseph Dubus
Balthasar Joseph Dubus, marquès de Dubus (també anomenat Baltasar-José de Dubus o marquès de Bus) (segle xvii -1727) va ser un militar való al servei de Felip V durant la Guerra de Successió Espanyola, cobrant especial protagonisme durant la campanya de Catalunya (1713-1714). Mariscal de camp dels Reials Exèrcits de Felip V i capità de les Reials Guàrdies valones va lluitar al setge de Cardona (1713) comandant les forces borbòniques. Posteriorment fou ascendit a tinent general i nomenat governador de Montsó (1710-1718) i corregidor de Lleida (1718-1727). El 1720 participà en la defensa de Ceuta sota les ordres del marquès de Lede. Va ser president de la Reial Audiència d'Aragó el 20 de maig de 1726 fins a la seva mort el 1727 o 1728.